# Sphaerarthrum variiventris
Sphaerarthrum variiventris là một loài bọ cánh cứng trong họ Cantharidae. Loài này được Lea miêu tả khoa học năm 1921.